# フィブリン
フィブリン（fibrin）は、血液の凝固（血液凝固）に関わるタンパク質である。繊維状タンパク質で、傷などが原因となって血小板とともに重合し、血球をくるみこんで血餅を形成する。止血や血栓形成の中心的な役割を担っている。繊維素あるいは線維素とも呼ばれる。

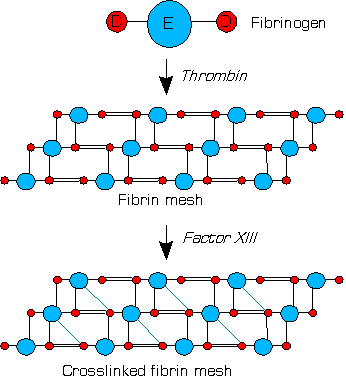
フィブリンによる血液凝固の仕組み 上段に示したフィブリノーゲンが、トロンビンの作用により中段のようにフィブリン・ポリマーとして重合する。さらに第XIII因子の作用により青い線で示した架橋構造が追加され、より強固な安定化フィブリンとなる。

## 血液凝固
フィブリンは、分子量約33万のフィブリン・モノマーが重合した繊維素である。肝臓で合成され、血漿中に溶解している糖タンパク質である前駆体、フィブリノゲン (fibrinogen) からフィブリン・モノマーが作られる。血液の液体成分である血漿に占めるフィブリノゲンの割合は 0.2 - 0.4% である。フィブリノゲンには3種類あり、合計6本のポリペプチド鎖が架橋構造によって連結された構造をとっており、分子量は約34万である。
血液凝固のシステムは複雑で、様々な経路が存在するが、いずれも最終的には、プロトロンビンが活性化されてセリンプロテアーゼの1種であるトロンビンとなり、トロンビンがフィブリノゲンの各鎖のC末端から計4つのペプチドを切りだす。この状態を特にフィブリン・モノマーと呼ぶ。
フィブリン・モノマーはさらにカルシウムの作用によって互いに重合して難溶性のフィブリン・ポリマーに、さらに第XIII因子（フィブリン安定化因子）の作用でフィブリン・ポリマー間の架橋結合がなされることで安定化フィブリンと呼ばれるメッシュ状の繊維となり血液凝固を引き起こす。広義にはフィブリン・モノマー以降を、狭義には安定化フィブリンを「フィブリン」と呼ぶ。
出血を防止するための止血システムであるが、血管内膜が傷害されると同様のメカニズムにより、血管内で局所的な血液凝固が生じ、血栓を形成する。また、細菌などの異物が侵入した際に顆粒球が放出するヒスタミンにより血管透過性が上昇すると血漿中のフィブリノゲンが組織に漏出し、炎症を生じて血液凝固を引き起こす。これは侵入した異物を拡散させず難溶性繊維素の中に封じ込める効果と局所的な血流阻害作用により細菌の拡散を防ぐ役割を演じていると考えられている。

## 線維素溶解
フィブリンが長時間血管内に存在すると血流障害等を引き起こし、生体にとって不利益になる。これを分解するのがプラスミンという蛋白分解酵素である。プラスミンはその前駆物質であるプラスミノーゲンの形で血中に存在し、フィブリンに吸着される性質を持つ。プラスミノーゲンにカリクレインやプラスミノーゲン活性化因子が作用し、限定分解されることでプラスミンに転化しフィブリンの分解を行う。活性型プロテインCは、プラスミノーゲン活性化因子の組織から血中への遊離を促進し、血栓溶解に関与する。好酸球は、フィブリン形成部位に集まる性質があり、繊溶促進物質を内包していることが知られている。また、フィブリン溶解は血中のみならず様々な分泌腺においても溶解する必要があるため、尿、胆汁などの分泌液にもプラスミノーゲン活性化因子が含まれる。特に尿中のプラスミノーゲン活性化因子であるウロキナーゼは血栓溶解剤として製品化されている。

## 疾患での役割
凝固カスケードが亢進してフィブリンが生成過剰となると、フィブリン網に血小板、赤血球等が絡み付いて固体となり血栓症が生じる。意味のないフィブリン生成や未成熟のフィブリン溶解が亢進すると、出血傾向となる。
肝機能障害または肝疾患ではフィブリノゲンの生産が減少し、あるいは活性の低い異常なフィブリノゲンが生成（異常フィブリノゲン血症）する。フィブリノゲンの遺伝性異常（遺伝子は4番染色体上に存在する）では産生量・質共に影響を受け得、無フィブリノゲン血症、低フィブリノゲン血症、異常フィブリノゲン血症、低異常フィブリノーゲン血症等が発生する。
フィブリンの減少、欠乏、機能不全は血友病を引き起こす。

## 化学的特徴

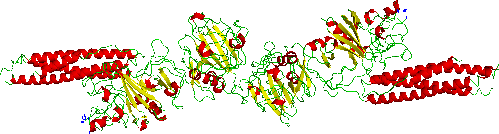
ヒトのフィブリンと2つのフラグメントdの結晶構造

左の図はヒトのフィブリンの左右にフラグメントdが結合した分子の結晶構造（X線回折 分解能 2.3 Å）である。主な二次構造としてαヘリックス（赤）とβシート（黄）が見られる。小さな青い部分は結合したリガンドである。リガンドはカルシウムイオン（Ca+2）、α-D-マンノース（C6H12O6）、D-グルコサミン（C6H13NO5）である。